# Universitat de Wisconsin
La Universitat de Wisconsin-Madison (en idioma anglès Universitat de Wisconsin-Madison), també coneguda com a UW-Madison, Wisconsin, universitat de Wisconsin o UW, és una universitat pública que forma part del Sistema Universitari de Wisconsin. Se situa en  Madison, Wisconsin (Estats Units). Fundada el 1848, és la major universitat de l'estat amb un total de més de 41.000 estudiants matriculats. La universitat disposa de 20 facultats. Wisconsin-Madison és un dels centres universitaris més grans als Estats Units i té un pressupost de 1.000 milions de dòlars destinats a investigació entre totes les seves facultats.